# Jennifer Ehle
Jennifer Ehle (Winston-Salem, Észak-Karolina, 1969. december 29. –) kétszeres Tony-díjas brit-amerikai színésznő.
Legismertebb szerepe Elizabeth Bennet volt a Büszkeség és balítélet című Jane Austen regény 1995-ös televíziós feldolgozásában.

## Élete

### Fiatalkora
1969-ben az Amerikai Egyesült Államokbeli Winston-Salem városban született, szülei a brit színésznő, Rosemary Harris és az amerikai író John Ehle voltak. Ehle már csecsemőként szerepet kapott, Tennessee Williams A vágy villamosa című darabjában jelent meg, ahol a hősnőt, Blanche DuBois-t édesanyja alakította. Gyerekkorát Amerikában és Nagy-Britanniában töltötte, összesen 18 iskolába járt. Színészi tanulmányait a North Carolina School of the Arts és a londoni Central School of Speech and Drama-ban folytatta.

### Pályafutása
Első komolyabb szerepét 1992-ben kapta, amikor Peter Hall színházi rendező szerepet adott neki a The Camomile Lawn című Mary Wesley-regény televíziós feldolgozásában. A minisorozatban ő és édesanyja ugyanazt a karaktert alakították, de más életkorban. A sorozat, amelyet a brit Channel 4 vetített, egy család életét kísérte nyomon 1939-től napjainkig.
Az igazi áttörést Elisabeth Bennett szerepe jelentette az 1995-ös Büszkeség és balítélet című sorozatban, amely Jane Austen azonos című regényén alapult. A BBC által forgatott sorozatban az alakításáért 1996-ban megkapta a British Academy of Film and Television Arts BAFTA-díját. Ezt követően a Royal Shakespeare Company-val töltött egy évadot, majd megkapta Paradise Road című film egyik szerepét. Ezt követően a színpadon és a filmvásznon is vállalt szerepeket. 2000-ben Tony Award-al tüntették ki Tom Stoppard Az igazi (The Real Thing) című darabjában nyújtott alakításáért. Ugyanebben az évben édesanyját is nevezték ugyanerre a díjra, aki a Waiting in the Wings c. Noel Coward-darabban játszott.
Közel ötéves kihagyás után 2005-ben tért vissza a színpadra, a londoni Old Vic színházban Kevin Spacey mellett játszott a The Philadelphia Story című darabban.
A következő évben Lady Macbeth játszotta a Macbeth-ben, a Shakespeare in the Park résztvevőjeként. Második Tony Award-ját szintén egy Tom Stoppard darabban, a The Coast of Utopia-ban nyújtott alakításáért kapta 2007-ben.
1999-ben szerepelt Szabó István A napfény íze című magyar–osztrák–német–kanadai történelmi drámában. A filmben Ehle és édesanyja ugyanazt a szerepet játszották, Sonnenschein Valériát, más életkorban.
2010-ben Ehle és John Lithgow együtt szerepelt a Mr. & Mrs. Fitch című darabban a Second Stage Theatre színházban. Emellett szerepet kapott a The King's Speech (A király beszéde) című filmben, ahol VI. György brit király logopédusának feleségét alakította, míg a királyt Colin Firth játszotta.

### Magánélete
Ehle-nek házassága előtt kapcsolata volt Toby Stephens-szel, akivel a The Camomile Lawn-ban játszott, illetve Colin Firth-szel, akivel a Büszkeség és balítélet-ben találkoztak. Jelenleg Michael Ryan író felesége és két gyermek, George és Talulah édesanyja. A család jelenleg New York államban él.

## Filmográfia

### Film
| Év   | Magyar cím                                  | Eredeti cím                      | Szerep                                           | Magyar hang        |
| ---- | ------------------------------------------- | -------------------------------- | ------------------------------------------------ | ------------------ |
| 1994 | A kezdetek                                  | Backbeat                         | Cynthia Powell                                   |                    |
| 1997 | Láger az édenkertben                        | Paradise Road                    | Rosemary Leighton-Jones                          | Antal Olga         |
| 1997 | Oscar Wilde szerelmei                       | Wilde                            | Constance Lloyd Wilde                            | Spilák Klára       |
| 1998 | Hálószobák és előszobák                     | Bedrooms and Hallways            | Sally                                            |                    |
| 1999 | A napfény íze                               | Sunshine                         | Sonnenschein Valéria                             | Bánsági Ildikó     |
| 1999 | A szerelem forgandó                         | This Year's Love                 | Sophie                                           |                    |
| 2002 | Költői szerelem                             | Possession                       | Christabel LaMotte                               | Fullajtár Andrea   |
| 2005 | Félelmetes folyó                            | The River King                   | Betsy Chase                                      | Szénási Kata       |
| 2006 |                                             | Alpha Male                       | Alice Ferris                                     |                    |
| 2008 | A zsaruk becsülete                          | Pride and Glory                  | Abby Tierney                                     | Kisfalvi Krisztina |
| 2008 |                                             | Before the Rains                 | Laura                                            |                    |
| 2009 | Míg a halál el nem választ                  | The Greatest                     | Joan                                             |                    |
| 2010 | A király beszéde                            | The King's Speech                | Myrtle Logue                                     | Bánsági Ildikó     |
| 2010 | A király beszéde                            | The King's Speech                | Myrtle Logue                                     | Szabó Éva          |
| 2011 | A hatalom árnyékában                        | The Ides of March                | Cindy Morris                                     | Sági Tímea         |
| 2011 | Fertőzés                                    | Contagion                        | Ally Hextall                                     | Kisfalvi Krisztina |
| 2011 | Sorsügynökség                               | The Adjustment Bureau            | pultos                                           |                    |
| 2012 | Zero Dark Thirty – A Bin Láden hajsza       | Zero Dark Thirty                 | Jessica                                          | Spilák Klára       |
| 2014 | Robotzsaru                                  | RoboCop                          | Liz Kline                                        | Antal Olga         |
| 2014 |                                             | Black or White                   | Carol Anderson                                   |                    |
| 2014 | A hamisító                                  | The Forger                       | Kim Cutter                                       |                    |
| 2014 | A virág románca                             | A Little Chaos                   | Madame De Montespan                              | F. Nagy Eszter     |
| 2015 |                                             | Advantageous                     | Isa Cryer                                        |                    |
| 2015 | A szürke ötven árnyalata                    | Fifty Shades of Grey             | Carla Wilks                                      | Kisfalvi Krisztina |
| 2015 | Kémvadászok – A szolgálat kötelez           | Spooks: The Greater Good         | Geraldine Maltby                                 | Kisfalvi Krisztina |
| 2016 |                                             | Little Men                       | Kathy Jardine                                    |                    |
| 2016 |                                             | The Fundamentals of Caring       | Elsa                                             |                    |
| 2016 |                                             | A Quiet Passion                  | Vinnie Dickinson                                 |                    |
| 2017 | A sötét ötven árnyalata (vágatlan változat) | Fifty Shades Darker              | Carla Wilks                                      |                    |
| 2017 | Detroit                                     | Detroit                          | orvos a halottasházban (stáblistán nem szerepel) |                    |
| 2017 |                                             | I Kill Giants                    | Mrs. Thorson                                     |                    |
| 2017 |                                             | Wetlands                         | Kate Sheehan                                     |                    |
| 2018 | Cameron Post rossz nevelése                 | The Miseducation of Cameron Post | Dr. Lydia Marsh                                  |                    |
| 2018 | A szörnyeteg                                | Monster                          | Maureen O'Brien                                  |                    |
| 2018 | A szabadság ötven árnyalata                 | Fifty Shades Freed               | Carla Wilks                                      |                    |
| 2018 |                                             | Vox Lux                          | Josie                                            |                    |
| 2018 |                                             | Take Point                       | Mackenzie ügynök                                 |                    |
| 2019 |                                             | The Wolf Hour                    | Margot                                           |                    |
| 2019 | A város élén                                | Run This Town                    | Judith                                           |                    |
| 2019 | A professzor és az őrült                    | The Professor and the Madman     | Ada Murray                                       | Ráckevei Anna      |
| 2019 |                                             | Beneath the Blue Suburban Skies  | Tina                                             |                    |
| 2019 |                                             | Saint Maud                       | Amanda Kohl                                      |                    |
| 2021 |                                             | John and the Hole                | Anna                                             |                    |
| 2022 | Azt mondta                                  | She Said                         | Laura Madden                                     | Kisfalvi Krisztina |

### Televízió
| Év        | Magyar cím                      | Eredeti cím                        | Szerep                   | Megjegyzések                                             |
| --------- | ------------------------------- | ---------------------------------- | ------------------------ | -------------------------------------------------------- |
| 1992      | Kamillavirágos pázsit           | The Camomile Lawn                  | Calypso                  | minisorozat (5 epizód)                                   |
| 1992      | Az ifjú Indiana Jones kalandjai | The Young Indiana Jones Chronicles | Zita királyné            | 1 epizód                                                 |
| 1993      |                                 | Performance                        | Phyllis                  | 1 epizód                                                 |
| 1993      |                                 | Self Catering                      | 'Meryl'                  | tévéfilm                                                 |
| 1993      |                                 | Rik Mayall Presents: Micky Love    | Tasmin                   | tévéfilm                                                 |
| 1993      | Csak egy kis szórakozás         | Pleasure                           | Emma Desneuves           | - tévéfilm - magyar hangja: - Für Anikó                  |
| 1995      | Büszkeség és balítélet          | Pride and Prejudice                | Elizabeth Bennet         | - minisorozat (6 epizód) - magyar hangja: - Györgyi Anna |
| 1995      |                                 | Beyond Reason                      | Penny McAllister         | tévéfilm                                                 |
| 1997      |                                 | Melissa                            | Melissa                  | minisorozat (4 epizód)                                   |
| 2008      | Russell lány                    | The Russell Girl                   | Lorraine Morrissey       | - tévéfilm - magyar hangja: - Orosz Anna                 |
| 2011–2012 | Szellemdoktor                   | A Gifted Man                       | Anna Paul                | 16 epizód                                                |
| 2013      |                                 | Low Winter Sun                     | Susan                    | 1 epizód                                                 |
| 2014–2015 | Feketelista                     | The Blacklist                      | Madeline Pratt           | 2 epizód                                                 |
| 2018      |                                 | The Looming Tower                  | Barbara Bodine nagykövet | minisorozat (3 epizód)                                   |
| 2020      |                                 | The Comey Rule                     | Patrice Comey            | minisorozat (2 epizód)                                   |
| 2022      | Gyanú                           | Suspicion                          | Amy                      | 1 epizód                                                 |
| 2022      | Diane védelmében                | The Good Fight                     | Ashley Burnett bíró      | 1 epizód                                                 |
| 2023      | 1923                            | 1923                               | Mary nővér               | 4 epizód                                                 |

### Színház
- Mr. and Mrs. Fitch (2010. január - április), Second Stage Theatre
- The Coast of Utopia (2006. november – 2007. május) Vivian Beaumont Theater
  - Voyage - Liubov Bakunin (2006. november - )
  - Shipwrecked - Natalie Herzen (2006. december - )
  - Salvage- Malwida von Meysenbug (2007. február - )
- Macbeth (2006. június) Delacorte Theater, Shakespeare in the Park- Lady Macbeth
- The Philadelphia Story (2005. május 3. – június 23.) Old Vic - Tracy Lord
- Design for Livin (2001. február) American Airlines Theatre/Roundabout Theatre Company - Gilda
- The Real Thing (2000. március - augusztus) Barrymore Theater - Annie
- The Real Thing (2000. január - március) Albery Theatre - Annie
- Summerfolk (1999. szeptember - október) National Theatre - Varvara Mikhailovna
- The Real Thing (1999. június - július) Donmar Warehouse - Annie
- III. Richárd (1995-96) Royal Shakespeare Company - Lady Anne
- Painter of Dishonour (1995-96) Royal Shakespeare Company - Serafina
- The Relapse (1995-96) Royal Shakespeare Company - Amanda
- Breaking the Code (1992) Triumph Productions tour - Pat Green
- Tartuffe (1991) Peter Hall Company - Elmire
- 1959 Pink Thunderbird Edinburgh Festival
- Laundry and Bourbon Edinburgh Festival

## Fontosabb díjak és nevezések
Díjak
- 1991: Ian Charleson Award – Tartuffe
- 1992: Radio Times Award Best Newcomer – The Camomile Lawn
- 1996: BAFTA TV Award – Büszkeség és balítélet
- 2000: Tony Award for Best Performance by a Leading Actress in a Play – Az igazi
- 2000: Variety Club Award – Az igazi
- 2001: Golden Satellite Award – A napfény íze
- 2007: Tony Award for Best Performance by a Featured Actress in a Play – The Coast of Utopia

Jelölések
- 1997: BAFTA Award for Best Actress in a Supporting Role – Wilde
- 2000: Outer Critics Circle Award – Az igazi
- 2000: Genie Award nomination – A napfény íze
- 2000: Laurence Olivier Theatre Award – Az igazi
- 2007: Outer Critics Circle – The Coast of Utopia